# Carmel (Maine)
Carmel ist eine Town im Penobscot County des Bundesstaates Maine in den Vereinigten Staaten. Im Jahr 2020 lebten dort 2867 Einwohner in 1253 Haushalten auf einer Fläche von 95,57 km².

## Geografie
Nach dem United States Census Bureau hat Carmel eine Gesamtfläche von 95,57 km², von der 94,61 km² Land sind und 0,96 km² aus Gewässern bestehen.

### Geografische Lage
Carmel liegt im Südwesten des Penobscot Countys. Durch das Zentrum der Town fließt in südliche Richtung der Souadabscook Stream. Im Nordwesten liegt der Edna Pond, der größte See auf dem Gebiet der Town. Die Oberfläche ist leicht hügelig, der Hinkley Hill mit 153 m Höhe ist die höchste Erhebung.

### Nachbargemeinden
Alle Entfernungen sind als Luftlinien zwischen den offiziellen Koordinaten der Orte aus der Volkszählung 2010 angegeben.
- Nordosten: Levant, 8,5 km
- Osten: Hermon, 7,8 km
- Südosten: Hampden, 12,1 km
- Süden: Newburgh, 11,1 km
- Südwesten: Dixmont, 16,0 km
- Westen: Etna, 10,4 km
- Nordwesten: Stetson, 11,6 km

### Stadtgliederung
In Carmel gibt es zwei Siedlungsgebiete: Carmel und Damascus.

### Klima
Die mittlere Durchschnittstemperatur in Carmel liegt zwischen −7,8 °C (18 °F) im Januar und 20,6 °C (69 °F) im Juli. Damit ist der Ort gegenüber dem langjährigen Mittel der USA um etwa 9 Grad kühler. Die Schneefälle zwischen Oktober und Mai liegen mit bis zu zweieinhalb Metern mehr als doppelt so hoch wie die mittlere Schneehöhe in den USA; die tägliche Sonnenscheindauer liegt am unteren Rand des Wertespektrums der USA.

## Geschichte
Carmel wurde im Jahr 1695 von Martin Kinsley aus Hampden von Massachusetts erworben. Erste Siedler in dem Gebiet waren Paul und Abel Ruggles. Als Town wurde Carmel am 21. Juni 1811 organisiert.
Zunächst wurde das Gebiet als Township No. 3, Second Range North of Waldo Patent (T3 R2 NWP) geführt. Ein Teil des Gebietes von Etna wurde im Jahr 1866 hinzugenommen.

### Einwohnerentwicklung
| Volkszählungsergebnisse – Town of Carmel, Maine | Volkszählungsergebnisse – Town of Carmel, Maine | Volkszählungsergebnisse – Town of Carmel, Maine | Volkszählungsergebnisse – Town of Carmel, Maine | Volkszählungsergebnisse – Town of Carmel, Maine | Volkszählungsergebnisse – Town of Carmel, Maine | Volkszählungsergebnisse – Town of Carmel, Maine | Volkszählungsergebnisse – Town of Carmel, Maine | Volkszählungsergebnisse – Town of Carmel, Maine | Volkszählungsergebnisse – Town of Carmel, Maine | Volkszählungsergebnisse – Town of Carmel, Maine |
| Jahr                                            | 1800                                            | 1810                                            | 1820                                            | 1830                                            | 1840                                            | 1850                                            | 1860                                            | 1870                                            | 1880                                            | 1890                                            |
| ----------------------------------------------- | ----------------------------------------------- | ----------------------------------------------- | ----------------------------------------------- | ----------------------------------------------- | ----------------------------------------------- | ----------------------------------------------- | ----------------------------------------------- | ----------------------------------------------- | ----------------------------------------------- | ----------------------------------------------- |
| Einwohner                                       |                                                 |                                                 | 153                                             | 257                                             | 520                                             | 1225                                            | 1271                                            | 1348                                            | 1220                                            | 1066                                            |
| Jahr                                            | 1900                                            | 1910                                            | 1920                                            | 1930                                            | 1940                                            | 1950                                            | 1960                                            | 1970                                            | 1980                                            | 1990                                            |
| Einwohner                                       | 932                                             | 1050                                            | 918                                             | 881                                             | 870                                             | 996                                             | 1206                                            | 1301                                            | 1695                                            | 1906                                            |
| Jahr                                            | 2000                                            | 2010                                            | 2020                                            | 2030                                            | 2040                                            | 2050                                            | 2060                                            | 2070                                            | 2080                                            | 2090                                            |
| Einwohner                                       | 2416                                            | 2794                                            | 2867                                            |                                                 |                                                 |                                                 |                                                 |                                                 |                                                 |                                                 |

## Wirtschaft und Infrastruktur

### Verkehr
Durch Carmel verlaufen in westöstlicher Richtung parallel zueinander die Interstate 95 und der U.S. Highway 2. Sie werden gekreuzt von der Maine State Route 69.
Die Bahnstrecke Cumberland Center–Bangor führt durch Carmel.

### Öffentliche Einrichtungen
In Carmel gibt es keine medizinischen Einrichtungen oder Krankenhäuser. Nächstgelegene Einrichtungen für die Bewohner von Carmel befinden sich in Bangor.
In Carmel befindet sich die Simpson Memorial Library. Sie wurde nach F. Marion Simpson benannt, der das Gebäude für die Bücherei stiftete. Die Bücherei wurde am 4. April 1925 gegründet.

### Bildung
Carmel gehört mit Levant zum Regional School Unit 87. Im Schulbezirk stehen folgende Schulen zur Verfügung:
- Carmel Elementary in Carmel, mit Schulklassen von Pre-Kindergarten bis zum 4. Schuljahr
- Suzanne M. Smith Elementary in Levant, mit Schulklassen von Pre-Kindergarten bis zum 5. Schuljahr
- Caravel Middle in Carmel, mit Schulklassen vom 5. bis zum 8. Schuljahr

## Persönlichkeiten

### Söhne und Töchter der Stadt
- Lucilius A. Emery (1840–1920), Richter und Politiker, Maine Attorney General
- Emory A. Hebard (1917–1993), Geschäftsmann und Politiker, State Treasurer von Vermont
- F. Marion Simpson (1854–1932), Geschäftsmann und Politiker, State Treasurer von Vermont